# 미로학습
《미로학습》은 1984년 10월 7일에 MBC TV에서 방영되었던 베스트셀러극장이다.

## 줄거리
박봉직(홍순창)은 다섯 형제 중 막내 아들로 정직하고 평소에 무엇이든 꽉 움켜쥐기를 잘해 아버지는 그가 자라서 큰 부자가 될 것이라고 기대했었다.
그러나 어른이 된 지금 박봉직은 어린이용 만화출판사의 말단직원이며 돌이 갓지난 햇님이의 아빠일 뿐이다.
아내 인영자(김영란)는 봉직이 거짓을 말할줄 모르고 어딘가 바보스럽지만 그래도 무능한 남편이라고는 생각하지 않는다. 그러던 어느날...

## 출연
- 홍순창
- 김영란
- 임정하
- 김기일
- 김애경
- 김영옥
- 신충식
- 김용건
- 서권순
- 차윤회
- 박종관
- 허기호
- 국정환
- 심우창
- 박태호
- 문회원
- 나성균
- 유판웅
- 최재호